# Las viudas de los jueves (novela)
Las viudas de los jueves es una novela de la escritora argentina Claudia Piñeiro publicada en 2005 por la editorial Alfaguara en Buenos Aires.
El libro recibió el Premio Clarín de Novela en el año 2005. El Jurado estuvo integrado por el Premio Nobel de Literatura portugués José Saramago, la escritora y periodista española Rosa Montero y el escritor argentino Eduardo Belgrano Rawson.

## Argumento
En el complejo residencial de lujo "Alto de la Cascada", en las afueras de Buenos Aires, familias adineradas viven en la seguridad y privacidad garantizadas por portones reforzados, vallas, garitas de vigilancia y servicios de seguridad. La superficie del predio abarca 200 hectáreas con cancha de golf, tenis, piletas y dos club house. La seguridad está garantida por quince vigiladores en los turnos diurnos y veintidós en la noche. El resto del mundo está afuera, pero comienza nada más atravesar los portones, en Santa María de los Tigrecitos, el lugar de donde los del country se abastecen de servicio.   
Un grupo de amigos del country se reúne semanalmente lejos de las miradas de sus esposas, hijos y empleadas domésticas. Las "mujeres de la casa" son señoras mimadas que dedican su tiempo a cenas, piscinas y discotecas. Carentes de los varones un día a la semana, se autodenominan, bromeando, "las viudas de los jueves". Sin embargo, la crisis económica que azota a Argentina también tendrá repercusiones en este paraíso artificial. Una noche la rutina se interrumpe y lo ocurrido permite descubrir, en un país en quiebra, el lado oscuro de esas vidas aparentemente logradas. 
El relato se inicia con la muerte de tres personas, y, a partir de allí, se retrotrae la escena, con recuerdos y vivencias de distintas mujeres, para entender por qué se llegó a ese desenlace. La historia está construida a partir de una trama de intriga casi policial, una novela negra, donde se ha de discernir entre crimen o suicidio. Como marco de referencia a los sucesos, se van narrando los avatares de una Argentina camino a una profunda crisis económica y social, crisis que contribuye a que afloren hipocresías, racismos, clasismos, adicciones, perversiones, violencia de género y conflictivas relaciones personales y familiares, que finalmente confluyen en la tragedia. 
La novela está narrada desde la perspectiva de una agente inmobiliaria, Virginia Guevara, que en una libreta roja anota minuciosamente los detalles de la vida cotidiana de los habitantes del country y muestra un cierto distanciamiento irónico con respecto a su entorno.  

### Marco histórico
Las muertes, al comienzo de la obra, suceden el 27 de septiembre de 2001. En el transcurso de la novela se narran acontecimientos de la historia argentina que se pueden ver como un presagio de lo que habrá de suceder. El despido de Ronie se enmarca así, por ejemplo, en la crónica de la época: "Aunque en ese año signado por la muerte perder el trabajo era mal de muchos, pero no el peor castigo. Menos de un año después del atentado a la mutual judía [1994], se mataba el hijo del presidente al caer su helicóptero, explotaba Fabricaciones Militares en Río Tercero matando a siete personas, y se iban ídolos como el boxeador que había tirado a su mujer por la ventana, o el primer campeón argentino de fórmula uno [...]"  El año 1998 es caracterizado como el "de los suicidios sospechosos. El del que había pagado las coimas del Banco Nación, el del capitán de navío que había intermediado en las ventas de armas al Ecuador y el del empresario privado que había retratado el fotógrafo asesinado."  También se hace referencia al accidente de aviación del año 1999, si bien Carmen Insúa sólo lo registra en medio de su somnolencia etílica.

## Personajes
- María Virginia "Mavi" Guevara, la primera integrante del grupo que, junto a su marido, se mudó a los Altos de la Cascada. Escribe en una libreta roja "una especie de bitácora de su aprendizaje del negocio inmobiliario" que "de alguna manera se convirtió en leyenda en el barrio", sus vecinos "Temíamos haber ser incluidos, pero también haber sido ignorados." [7]
- Ronie, marido de Virginia, desempleado desde hace años, entretenido en planear proyectos poco factibles.
- Juan, hijo de Virginia y Ronie. Dibuja a un vecino desnudo frente a su computadora que parece tener una relación ambigua con su perro, creación que le provoca problemas en la escuela. No se adapta a la vida en el country.
- Fernández Luengo, el vecino dibujado por Juan
- Tano Scaglia, ingeniero industrial, es gerente general de una empresa aseguradora holandesa desde 1991, lo despiden en el año 2000. Una persona muy convencida de sí misma y, junto con Massota, uno de los mejores jugadores de tenis del lugar.
- Teresa Scaglia, su mujer, desconoce la situación laboral de su marido
- Mariana Andrade, es la esposa trofeo de Ernesto con quien tiene dos hijos adoptados, Pedro y Romina, a quien constantemente hace sentir menos
- Ernesto Andrade, un respetado empresario y marido de Mariana. Es el padre adoptivo de Pedro y Romina.
- Romina (Ramona), hija adoptiva de Mariana y Ernesto, proveniente de Corrientes y amiga de Juan. De catorce o quince años, está poco integrada en la familia y tiene una relación tempestuosa con su madrastra
- Pedro, otro hijo adoptivo de Marina y Ernesto, mejor adaptado que Ramona a la vida en el country
- Antonia, empleada de Mariana. En su expectativa por recibir una remera usada por Mariana se ejemplifican las diferencias de clase y mentalidad en la zona
- Carmen Insúa, vende sus joyas para comprar bebidas alcohólicas y se aburre no sabiendo qué hacer con su tiempo. Luego de ser abandonada por su marido recibe apoyo de su ex empleada paraguaya, Gabina, con quien termina abandonado el country
- Alfredo Insúa, marido infiel y mayormente ausente de Carmen
- Gustavo Massota, uno de los últimos en llegar al country. Contrincante y compañero de tenis en dobles de Tano. Persona violenta que no se tiene bajo control
- Carla Lamas, tímida y retraía, ha perdido varios embarazos, es golpeada por su marido Gustavo
- Martin Urovich, provienente de una familia judía fundadora de Altos de la Cascada. Cumple el papel de calmar la conciencia antisemita de sus vecinos: tener a un amigo judío garantiza, supuestamente, que no se discrimina. Está desocupado como Ronie y tiene un cierto talento para el fracaso[8]
- Lala, esposa de Martín
- Bero Llambías, benefactor de los Urovich
- Dorita, esposa de Beto
- Lila Laforgue, una antisemita cuyo marido está inhabilitado y sospechoso de quiebra fraudulenta
- Liliana Richards, una profesora de pintura

## Recepción
Ulrich Noller (Deutsche Welle) opinó que se trata de »Un crimen grotesco ingeniosamente organizado, inteligentemente contado, a veces mordazmente divertido, que muestra un espejo distorsionante del mundo de la prosperidad y la seguridad. Literatura válida a nivel mundial y que se puede leer en todas partes sobre la clase media insegura en tiempos de crisis.« 
María José Obiol (El País) considera que es »El análisis despiadado de un pequeño universo creado por promociones de viviendas de lujo. Esta biografía de la ciudad es un golpe de suerte; contiene un inventario aterrador de reglas de conducta: golf, tenis, elección de un perro o una escuela para los niños. Las viudas de los jueves es una novela conmovedora y muy recomendable.« 
Wolfgang Franßen (www.Krimi-Couch.de) señala la sutileza de la trama: »Claudia Piñeiro entra corriendo por la puerta principal hacia su historia, la abre brillantemente, para volver a cerrarla inmediatamente. ¿Qué distingue a la autora? Tiene el lenguaje para seguir a sus personajes en la vida cotidiana, hacer tangibles sus deseos y permitir que el crimen surja de su fracaso.« 
José Saramago resaltó que es «Una novela coral, sólida y solvente, con un agudísimo retrato psicológico y social, no sólo de la Argentina de hoy sino del mundo acomodado occidental.» 

## Premios
- 2005 – Premio Clarín

## Adaptaciones
- Las viudas de los jueves es una película dirigida por Marcelo Piñeyro, coproducida en Argentina y España que fue estrenada el 10 de septiembre de 2009 en Argentina.[13]
- La serie Las viudas de los jueves es una producción de Netflix que se estrenó en septiembre de 2023.[14]